# Свети Мартин (Холандија)
Свети Мартин (хол. Sint Maarten) је територија на острву Свети Мартин у Малим Антилима.
Свети Мартин је, поред Уже Холандије, Арубе и Курасаоа, конститутивна држава Краљевине Холандије. Овај статус има од октобра 2010, а пре тога је био територија (Eilandgebied) у оквиру Холандских Антила.
Налази се на јужном делу острва, док северни део Сен Мартен припада Француској.
Свети Мартин има површину од 34 km² и 37.429 становника. Густина насељености је 1.100 становника по km².
Острво је прекоморска територија Европске уније. Званична валута је гулден холандских антила а планира се да га замени карипски гулден. Главна привредна активност је луксузни туризам.

## Галерија
- Велики залив
- Филипсбург
- Авион при слетању на Аеродром Принцеза Јулијана